# NGC 4096
NGC 4096 ist eine Balken-Spiralgalaxie vom Hubble-Typ SBc mit ausgedehnten Sternentstehungsgebieten im Sternbild Großer Bär am Nordsternhimmel. Sie ist schätzungsweise 28 Millionen Lichtjahre von der Milchstraße entfernt und hat einen Durchmesser von etwa 50.000 Lichtjahren. Die Galaxie gilt als Mitglied der NGC 4051-Gruppe (LGG 269). 
Die Supernovae SN 1960H (Typ Ia/P) und SN 2014bi (Typ IIP) wurden hier beobachtet.
Das Objekt wurde am 9. März 1788 von Wilhelm Herschel entdeckt.